# Жага (Велике Лаще)
Жага (словен. Žaga) — поселення в общині Велике Лаще, Осреднєсловенський регіон, Словенія. 
Висота над рівнем моря: 549,5 м.